# Mindre hedmyra
Mindre hedmyra (Formica forsslundi) är en myrart som beskrevs av Hans Lohmander 1949. Mindre hedmyra ingår i släktet Formica och familjen myror. Arten är reproducerande i Sverige. Inga underarter finns listade i Catalogue of Life.

## Bildgalleri

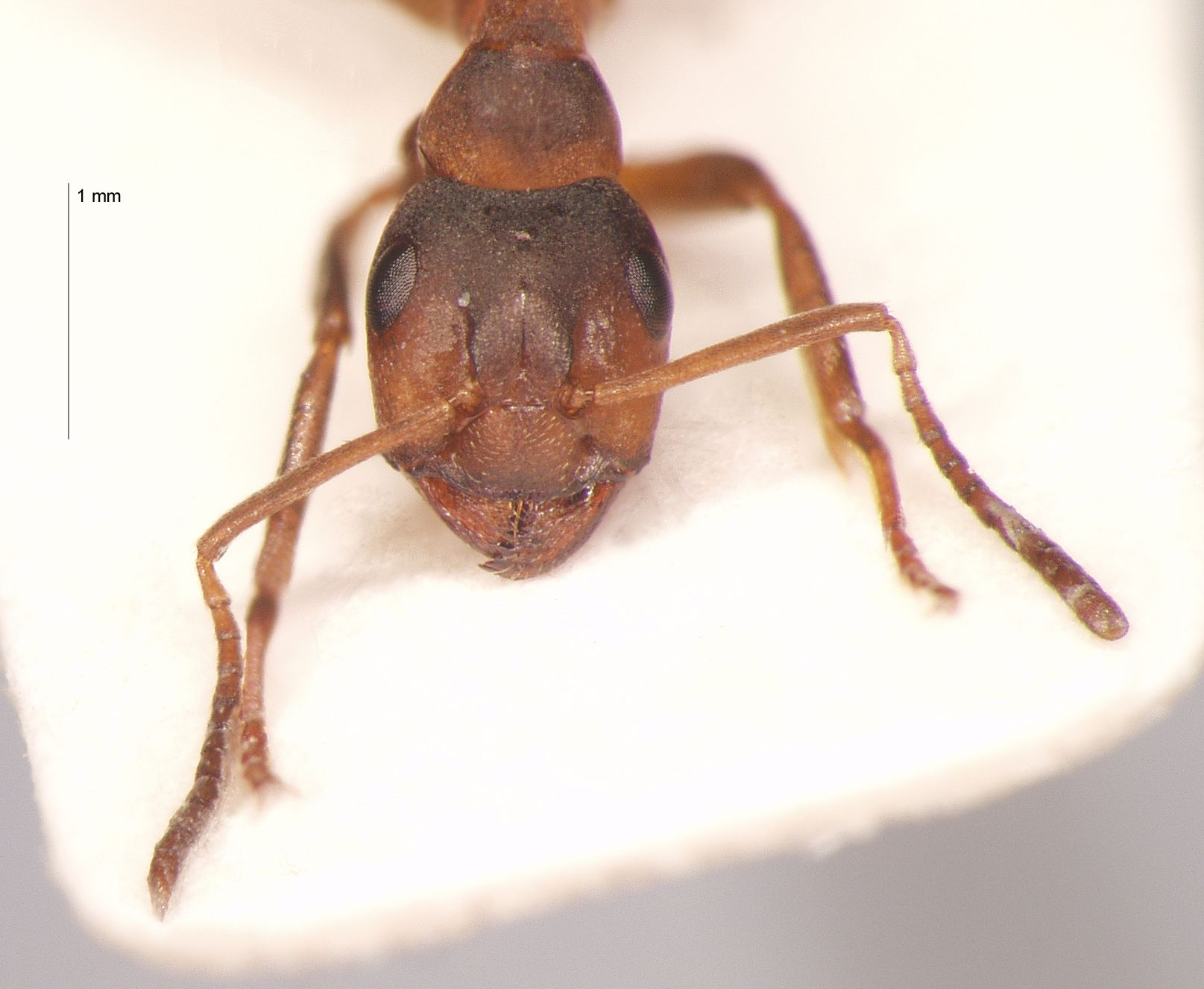
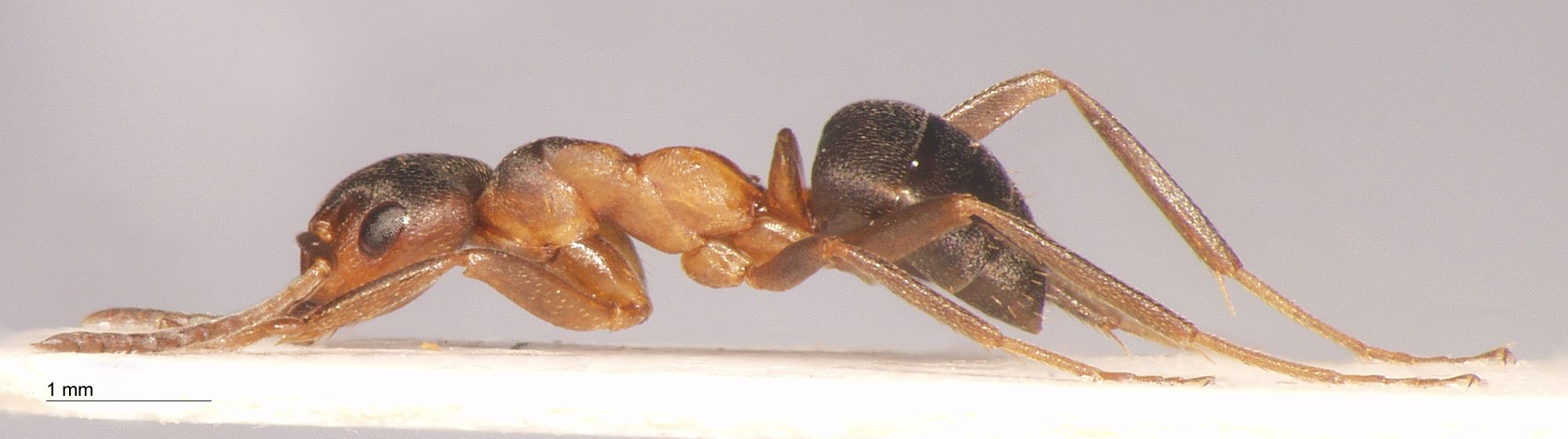